# Wladimir Pawlowitsch Owtschinnikow

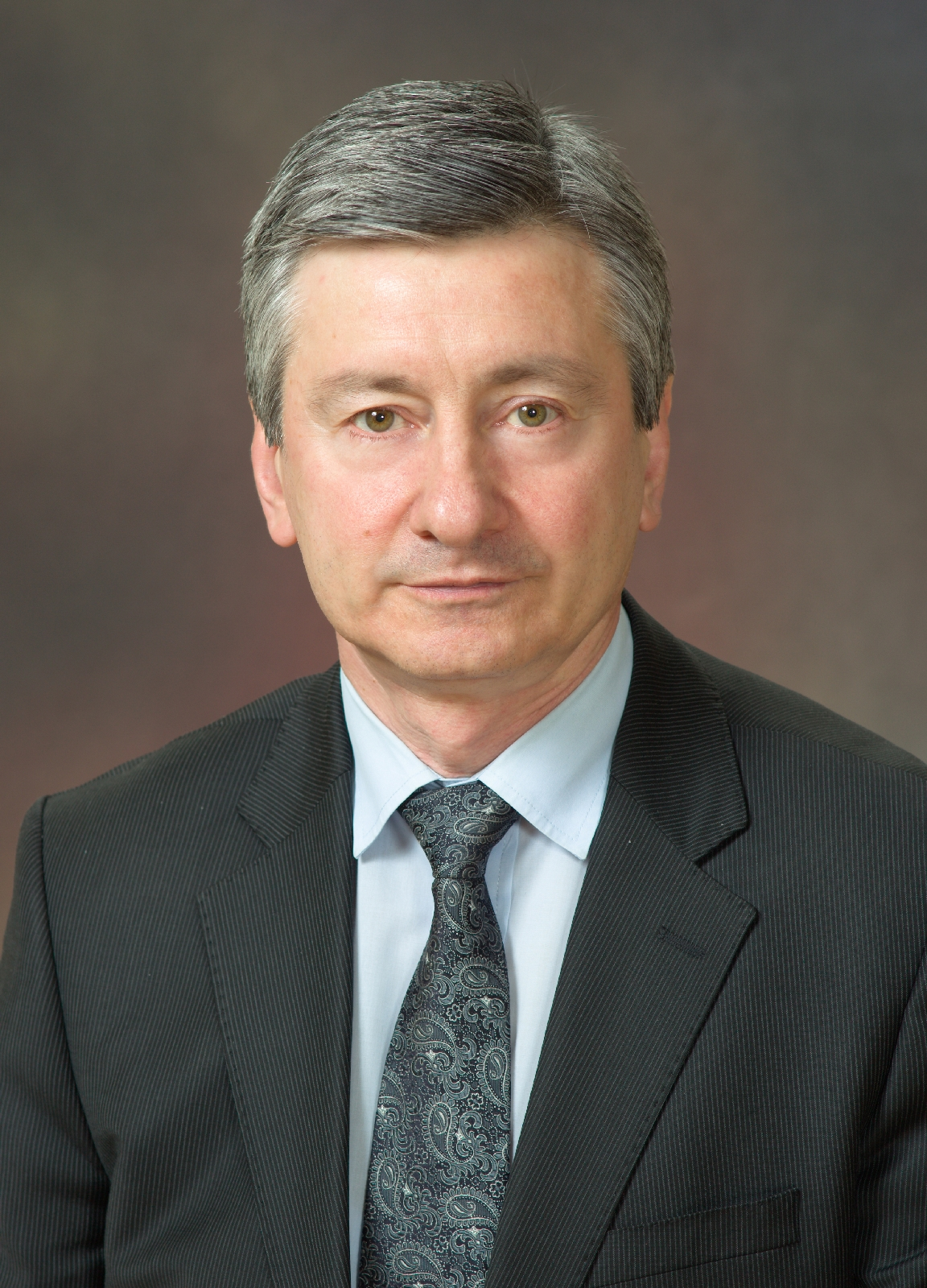
Wladimir Pawlowitsch Owtschinnikow

 Wladimir Pawlowitsch Owtschinnikow (russisch Владимир Павлович Овчинников; * 2. Januar 1958 in der Baschkirischen ASSR) ist ein russischer klassischer Pianist.

## Leben und Wirken
Owtschinnikow gewann höchste Preise sowohl beim Internationalen Tschaikowsky Musikwettbewerb in Moskau (1982) als auch beim Internationalen Pianowettbewerb in Leeds (1987).
Er ist Professor am Moskauer Tschaikowski-Konservatorium und Gastprofessor an der Sakuyo Universität in Japan. 2005 wurde er von Russlands Präsidenten Putin mit dem Titel Volkskünstler Russlands geehrt und 2011 war er Vorsitzender der Jury des Internationalen Rotary Musikwettbewerbs in Moskau. Im selben Jahr ist er zum Direktor der Zentralen Musikschule beim Moskauer Konservatorium ernannt worden.